# 貞懿皇后 (金朝)
贞懿皇后李氏（？—1161年），中国金朝第五代皇帝金世宗的母亲，完颜宗尧（完颜宗辅）的侧室，辽阳渤海人，又作秃丹氏，父亲雏讹只，在辽朝官至桂州观察使。
天辅年间，金朝选东京路有姿德的士族女子赴上京，李氏入上京（今黑龙江省哈尔滨市阿城区）完颜宗尧的王邸。天辅七年（1123年），完颜雍（世宗）出生。天会十三年（1135年），完颜宗尧薨逝，世宗时年十三岁。李氏教子完颜雍有义方，常偷偷地对亲近的人说：“吾兒有奇相，贵不可言。”住在上京，治家谨严，敦睦亲族，周给贫乏，宗室中很敬重她。
根据女真旧俗，妇女寡居，其他宗族续娶。李氏出家为比丘尼，号通慧圆明大师，赐紫衣，回到辽阳，营建清安禅寺，另建尼院让他居住。自建佛塔于辽阳，为垂庆寺。贞元三年（1155年），完颜雍为东京留守。正隆六年（1161年）五月，李氏去世。当年十月，李氏的弟弟李石定策，世宗完颜雍于东京即位，尊谥母亲为贞懿皇后，其寝园为孝宁宫。